# Babia Ława (strumień)
Babia Ława – strumień płynący na terenie miasta Dąbrowa Górnicza. Źródła w okolicy ulicy Swobodnej (50°20′47″N 19°14′20″E/50,346389 19,238889); w okolicach ulicy M.  Uchodzi do potoku Pogoria za zbiornikiem Pogoria III.